# Доктрина Жданова
Доктрина Жданова (рос. доктрина Жданова, також знана як рос. ждановизм, ждановщина) — радянське культурне вчення, запроваджене секретарем ЦК КПРС Андрієм Ждановим у 1946.
Згідно з цим вченням світ був поділений на два табори:
- "Демократичний", очолюваний СРСР
- та "Імперіалістичний", очолюваний США.

Головний принцип ждановської доктрини звичайно окреслюють фразою «Єдиний можливий у радянській культурі конфлікт — це конфлікт доброго й найліпшого». Незабаром ждановщина перетворилась на культурну настанову, за якої усі радянські митці, письменники та інтелігенція у своїй творчості мали дотримуватися основної лінії Партії. Ця настанова передбачала переслідування митців, що відхилялися від цієї генеральної лінії. Ждановщина тривала до 1952 року, коли було наголошено про її негативний ефект у радянській культурі.
Історія відзначає дві постанови ЦК КПРС з цього приводу: Постанова 1946 року була спрямована проти журналів Звезда і Ленінград, які публікували аполітичні «буржуазні», індивідуалістичні твори сатирика Михайла Зощенка і поетеси Анни Ахматової. Раніше деякі літературознавці були звинувачені через припущення, що російські класики були натхнені творами Жан-Жак Руссо, Мольєра, Байрона чи Дікенса.
Іншою відомою постановою є Постанова ЦК ВКПб про оперу «Великая Дружба» Мураделі від 10 лютого 1948. Формально вона стосувалася опери Вано Мураделі «Велика дружба» (рос. Великая дружба), проте торкалася також і багатьох інших радянських композиторів, і перш за все Дмитра Шостаковича, Сергія Прокоф'єва та Арама Хачатуряна. За цим декретом слідував форум спілки композиторів, на якому багато композиторів були піддані публічній обструкції. Формально декрет був скасований постановою від 28 травня 1958.

## Ждановщина та українська культура
«Ждановщина» — це ідеологічна кампанія в СРСР, розгорнута у 1946—1949 рр. у галузі науки, літератури, культури та мистецтва, в ході якої були піддані нищівній критиці діяльність інститутів історії України та історії української літератури, творчих спілок, редакцій газет і журналів, видатних діячів української культури — письменників, композиторів, режисерів тощо. Наступ сталінізму очолив секретар ЦК ВКПб А. Жданов. Мета ждановщини в Україні — посилення контролю над творчими процесами в галузі культури, придушення національно-визвольного руху та будь-яких проявів української самостійницької ідеї. Наслідки: придушення паростків відродження української культури після війни; гальмування, розвитку науки, літератури й мистецтва в країні; обмеження свободи творчості; перетворення літературної критики на засіб утримання митців у рамках офіційної ідеології; ізоляція від надбань західної культури. Нещадної критики зазнали твори укр. літераторів Ю. Яновського, А. Малишка, О. Довженка. Зазнали утисків відомі вчені-генетики: М. Гришко, С. Гершензон, І. Поляков та Л. Делоне. Зазнав переслідувань В. Сосюра за вірш «Любіть Україну».
Доктрина Жданова торкнулася й української культури. Зокрема було видано постанови ЦК КП(б)У «Про перекручення і помилки у висвітленні історії української літератури», «Про журнал сатири й гумору „Перець“», «Про репертуар державних і оперних театрів УРСР і заходи щодо його поліпшення» тощо.
Під проводом Лазара Кагановича цькування національної культури набуло ще ширшого масштабу. ЦК КП(б)У ухвалив постанову «Про політичні помилки й незадовільну роботу Інституту історії України Академії наук УРСР». У вересні 1947 Олександр Корнійчук виступив на пленумі правління СРПУ з промовою «Про виконання СРПУ постанови ЦК ВКП(б) про журнали „Звезда“ і „Ленинград“», у якій звинуватив у націоналістичних ухилах Максима Рильського, Олександра Довженка та інших. Нові витки кампанії відбувалися у 1950, внаслідок постанови ЦК КП(б)У «Про журнал „Дніпро“», та у 1951, коли московська газета «Правда» розкритикувала Володимира Сосюру за вірш воєнної доби «Любіть Україну».